# 劉明昆
劉明昆（1973年9月21日—）是台灣的漫畫家，又名狐小子，畢業於亞洲大學數位媒體系碩士班，曾經擔任世新大學數位多媒體設計學系助理教授級專業技術人員，現任弘光科技大學多媒體遊戲發展與應用系副教授級專業技術人員，早期於青文出版社仿作小叮噹（多啦A夢）系列漫畫起家，代表作為《艾薩克傳》系列。

## 特徵
- 於設計、寫作、漫畫、遊戲開發、動畫製作、科技互動、歌曲創作、教育領域都有專業商業作品、為兼具文理雙攻技術導向的創作者。
- 作品涵蓋漫畫、互動遊戲及專業設計教學等，2007年和漫畫家胡美嬌結婚[4]。

## 專長
- 劇本、繪畫、漫畫創作
- 3D 動畫製作
- 文創 IP 經營規劃
- 遊戲企劃、美術、引擎程式應用
- AR、VR、區塊鏈、元宇宙

## 簡歷
- 1989年，其進入青文出版社擔任助理編輯，在版權觀念未彰的時代，與其他年輕漫畫家一起在青文的《機器貓小叮噹》上，仿作小叮噹（多啦A夢）系列漫畫，並以助理身分參與台灣自行製作的小叮噹大長篇漫畫《微星大作戰》、《大雄精靈世界》，之後並獨立創作《超次元戰記》、《大雄光之旅》等。
- 後來劉明昆以《大雄精靈世界》內的原創角色發展延伸的故事，包括《虹的傳說》、《艾薩克傳》等系列漫畫，成為當時金石堂書店排行榜的暢銷書，畫風清新可愛、線條簡捷明快，故事富有冒險、努力、勇敢等適合角色扮演游戏（RPG）背景的正面元素。[來源請求]1995年開始和第三波資訊接觸，參與電腦遊戲的開發及製作。
- 1998年退伍，當兵期間於青文發表《笨笨狐的兵藉資料袋》講述當兵的心路歷程並獲行政院新聞局頒發優良漫畫金鼎獎。1999年之後由漫畫界淡出，轉往遊戲界開發電腦遊戲，包括取材自《艾薩克傳》、《陽光少年遊》的棋盤式遊戲及擔任各種遊戲的美術、人物設定等。
- 2000年，《陽光少年遊》原定於3月發售，而後延期至2000年6月中旬。
- 2001年，取得日本卡普空授權，製作洛克人系列遊戲中首次採用RPG模式進行的電腦遊戲《洛克人大作戰》[5]。
- 2002年，受邀和助手陳欣椿合作繪製線上遊戲《石器時代》漫畫及人物設定，此作也獲得2004年漫畫金像獎最佳優良兒童漫畫。約從這個時期開始專注於遊戲的開發及3D遊戲引擎VirtoolsDev的引進，編著《VirtoolsDev遊戲數位動力 開發工具篇》、《3D遊戲創作達人》系列等多部教學專書。[6]
- 2005年2月，獲前世新大學數位多媒體設計學系主任徐道義邀請後開始教職工作。
- 2005/2~2008/7 世新大學數位多媒體設計學系專任講師
- 2008/8~2018~世新大學數位多媒體設計學系專任助理教授
- 2009/9~2012/9 中國戲曲學院客座教授
- 2018年，結束世新大學數位多媒體設計學系的教職工作。
- 2020/8~弘光科技大學多媒體遊戲發展與應用系專任副教授

## 作品一覽

### 四格漫畫
- 笨笨狐的兵藉資料袋（全1集）青文，1997年12月15日，ISBN 9575398750

### 長篇漫畫
- 微星大作戰（全1集）青文
- 大雄精靈世界（全1集）
- 超次元戰記（全1集）
- 大雄光之旅（全1集）
- 虹的傳說（全2集）青文，1993年
- 艾薩克傳（全7集）青文
- 艾薩克傳2（全1集）青文
- 艾薩克傳系列新版（全1集）青文
- 陽光少年遊（全1集）青文
- 閰王令（全1集）青文
- 石器時代（全6集）青文，中途交由其他漫畫家完成。
- 【2024-1023新增以下資訊】
- 1998年 艾薩克傳3:青文出版社 •
- 1998年 艾薩克傳四季之輪1:青文出版社 •
- 1998年 艾薩克傳四季之輪2:青文出版社 •
- 1998年 艾薩克傳4:青文出版社
- 1998年 艾薩克傳5:青文出版社 •
- 1998年 艾薩克傳6:青文出版社 •
- 1999年 艾薩克傳7:青文出版社 •
- 2002年 石器時代1:青文出版社 •
- 2017 年永恆典藏:Arkino Studio •
- 2017 年 劉明昆 X 美術畫集:Arkino Studio •
- 2019年 艾薩克傳X 真龍之魂小說中文版 Google play book: Arkino Studio •
- 2019年 アサク伝 X 真龍の魂Google play book: Arkino Studio •
- 2019 ASAKU® X Dragon LifeGoogle play book: Arkino Studio •
- 2023 永恆的精靈世界)•
- 2023年 ASAKU2023 版永恆典藏 •
- 2024年 典藏超次元戰記

### 遊戲
- 1999 年 陽光少年遊：第三波資訊發行
- 2000 年 獸神世紀：第三波資訊發行
- 2001年 洛克人大戰：第三波資訊發行
- 2007年 卓越G世代:可供全世新全體師生上線玩的教學遊戲
- 2007年 東海大學線上互動遊戲
- 2008年 卓越G世代:可供全世新全體師生上線玩的教學遊戲2版
- 2009年 第十屆國際漫畫家大會線上 3D 美術館
- 2012 年 ASAKU 恐龍大冒險：愛迪斯科技發行
- 2013年 艾薩克之劍：行動貝果發行
- 2013年 ASAKU AR：艾伯特電通
- 2013年 ASAKU 動動樂:跳舞互動裝置
- 2013 年 ASAKU 紙娃娃換裝樂:臉部掃描互動裝置
- 2015 寶島艾薩克動畫:三立兒童節目
- 2016年 ASAKU X Dragon Life VR: Autodesk
- 2017年 艾薩克傳X 永恆典藏:Arkino Studio#開發中
- 2017 年 SunshineASAKU Table: Arkino Studio
- 2020年 ASAKUX Phantom ASAKU 兒童動畫共6集
- ★音樂歌曲著作 2017年神一般的存在:ISRCTW-P01-16-331-01/ISRC TW-P01-16-331-02

### 設計教學
- Virtool- 開發工具篇，文魁資訊，2005年，ISBN 986125675X
- 3D 遊戲創作達人I - Virtools篇，學貫出版，2005年，ISBN 9867198166
- VirtoolsDev遊戲數位動力 - 實作範例篇，文魁資訊
- 3D遊戲創作範例 1 - ACT遊戲篇，學貫出版，2006年，ISBN 9867198409
- VT遊戲創作秘笈2008年，文魁資訊，ISBN 9789862043073
- 2004 年 8 月 遊戲數位動力開發工具篇 ISBN 986-125-074-3
- 2005 年 9 月 3D 遊戲創作達人 ISBN 986-7198-16-6
- 2005 年 9 月 遊戲數位動力實作範例篇 ISBN 986-125-674-7
- 2005 年 10 月 遊戲數位動力開發工具篇新版 ISBN 986-125-675-X
- 2006年1月 三維遊戲設計師寶典(簡體版) ISBN 7-81036-510-X/TP.510
- 2006 年 3 月 3D 遊戲創作範例 1-ACT 遊戲篇 ISBN 986-7198-40-9
- 2007 年 9 月 virtools fundamentals(國際英文版) ISBN 978-986-83208-0-2
- 2007 年 三維遊戲設計師寶典 2(簡體版)
- 2008 年 9 月 VT Combo Skill 1 ISBN 978-986-204-307-3
- 2009 年 6 月 研究成果”Beagle GDT”正式發表。  (自行研發遊戲美術雛形展演)
- 2009 年 9 月 研究成果 Gallery On Web 正式發表。  (自行研發數位典藏展演工具)

## 得獎記錄
- 1998年，以《笨笨狐的兵籍資料袋》，獲第十六次優良漫畫讀物金鼎獎。 [1]
- 2004年，《石器時代》獲第3屆漫畫金像獎。[2]